# Tursac
Tursac est une commune française située dans le département de la Dordogne, en région Nouvelle-Aquitaine.

## Géographie

### Généralités
La commune de Tursac est traversée par la Vézère et est bordée au nord-est par un de ses petits affluents, le Vimont.
Le village se trouve le long de la vallée de la Vézère à proximité des Eyzies.

### Communes limitrophes
Tursac est limitrophe de trois communes. Au nord-est, elle est distante d'une vingtaine de mètres du territoire de Saint-Léon-sur-Vézère.
| Fleurac               |                                          | Peyzac-le-Moustier |
| Les Eyzies (Manaurie) | Tursac                                   |                    |
|                       | Les Eyzies (Les Eyzies-de-Tayac-Sireuil) |                    |

### Géologie et relief

#### Géologie
Situé sur la plaque nord du Bassin aquitain et bordé à son extrémité nord-est par une frange du Massif central, le département de la Dordogne présente une grande diversité géologique. Les terrains sont disposés en profondeur en strates régulières, témoins d'une sédimentation sur cette ancienne plate-forme marine. Le département peut ainsi être découpé sur le plan géologique en quatre gradins différenciés selon leur âge géologique. Tursac est située dans le troisième gradin à partir du nord-est, un plateau formé de calcaires hétérogènes du Crétacé.
Les couches affleurantes sur le territoire communal sont constituées de formations superficielles du Quaternaire datant du Cénozoïque et de roches sédimentaires du Mésozoïque. La formation la plus ancienne, notée c3b-c, date du Coniacien moyen à supérieur, composée de calcaires bioclastiques grossiers et quartzeux jaunes à bryozoaires et  gastéropodes, à niveaux gréseux (formation des Eyzies). La formation la plus récente, notée CFvs, fait partie des formations superficielles de type colluvions carbonatées de vallons secs : sable limoneux à débris calcaires et argile sableuse à débris. Le descriptif de ces couches est détaillé dans  les feuilles « no 783 - Thenon » et « no 807 - Le Bugue » de la carte géologique au 1/50 000 de la France métropolitaine, et leurs notices associées,.

Carte géologique de Tursac.

#### Relief et paysages
Le département de la Dordogne se présente comme un vaste plateau incliné du nord-est (491 m, à la forêt de Vieillecour dans le Nontronnais, à Saint-Pierre-de-Frugie) au sud-ouest (2 m à Lamothe-Montravel). L'altitude du territoire communal varie quant à elle entre 56 mètres et 237 mètres,.
Dans le cadre de la Convention européenne du paysage entrée en vigueur en France le 1er juillet 2006, renforcée par la loi du 8 août 2016 pour la reconquête de la biodiversité, de la nature et des paysages, un atlas des paysages de la Dordogne a été élaboré sous maîtrise d’ouvrage de l’État et publié en octobre 2020. Les paysages du département s'organisent en huit unités paysagères,. La commune fait partie du Périgord noir, un paysage vallonné et forestier, qui ne s’ouvre que ponctuellement autour de vallées-couloirs et d’une multitude de clairières de toutes tailles. Il s'étend du nord de la Vézère au sud de la Dordogne (en amont de Lalinde) et est riche d’un patrimoine exceptionnel.
La superficie cadastrale de la commune publiée par l'Insee, qui sert de référence dans toutes les statistiques, est de 17,71 km2,,. La superficie géographique, issue de la BD Topo, composante du Référentiel à grande échelle produit par l'IGN, est quant à elle de 18,15 km2.

### Hydrographie

#### Réseau hydrographique
La commune est située dans le bassin de la Dordogne au sein du Bassin Adour-Garonne. Elle est drainée par la Vézère, le Grande Beune, le Vimont, Les Fangues, qui constituent un réseau hydrographique de 15 km de longueur totale,.
La Vézère, d'une longueur totale de 211,2 km, prend sa source en Corrèze dans la commune de Meymac et se jette dans la Dordogne — dont elle est l'un des principaux affluents — en rive droite, à Limeuil, face à Alles-sur-Dordogne,. Elle traverse la commune du nord-est au sud-ouest sur huit kilomètres et demi dont deux servent de limite naturelle en deux tronçons, face à Peyzac-le-Moustier et aux Eyzies.
La Grande Beune, d'une longueur totale de 22,79 km, prend sa source dans la commune de Saint-Geniès et se jette dans la Vézère en rive gauche au sud du bourg des Eyzies. Elle borde le territoire communal au sud sur près d'un kilomètre, face aux Eyzies.
Le Vimont, d'une longueur totale de 12,67 km, prend sa source à Bars et se jette dans la Vézère en rive droite, en limite de Tursac et de Peyzac-le-Moustier,. Il marque la limite territoriale au nord-est sur plus d'un kilomètre face à Peyzac-le-Moustier.
Autre affluent de la Vézère, le ruisseau des Fangues arrose le nord de la commune sur près de deux kilomètres.

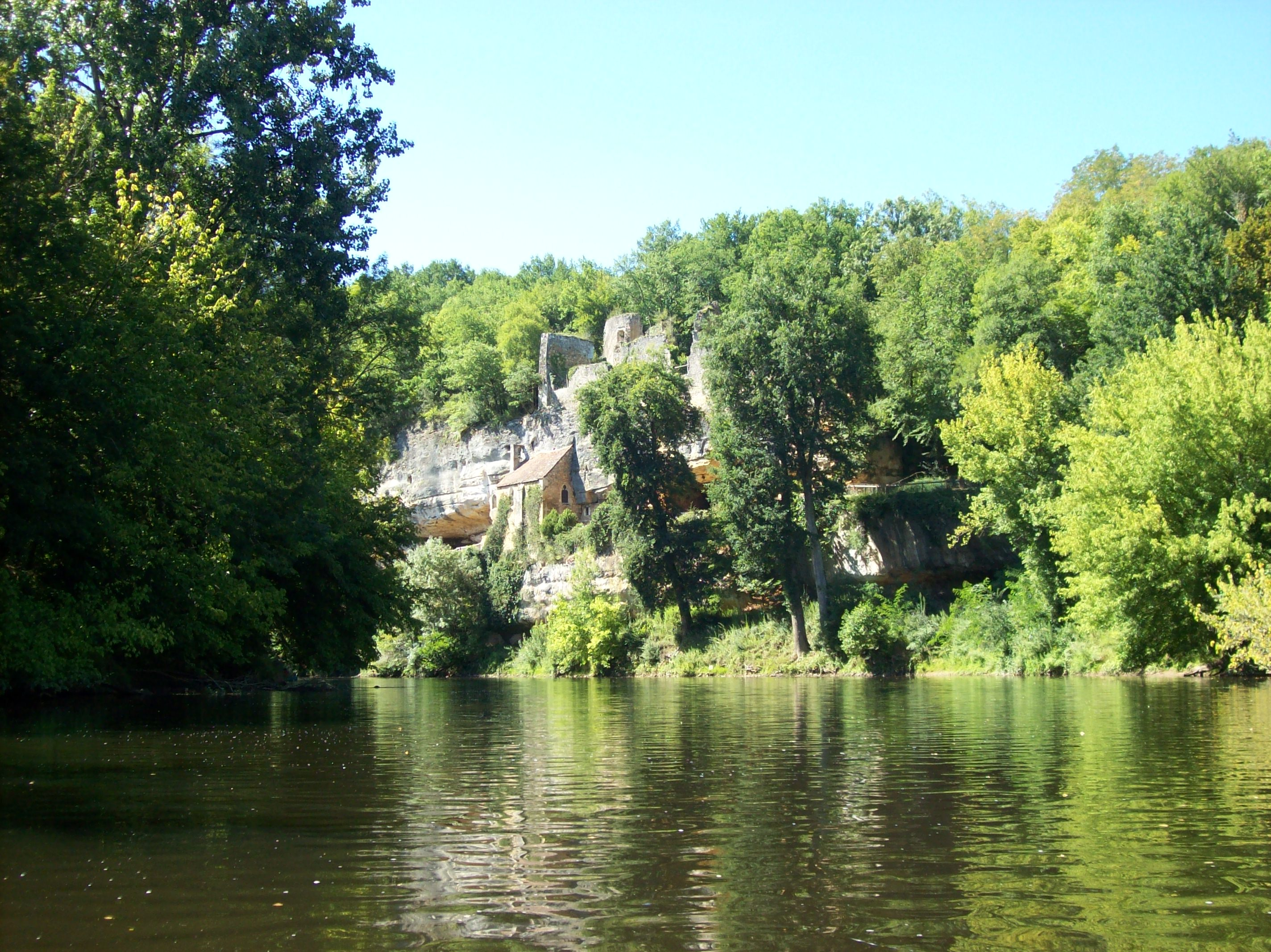
La Vézère au niveau du site de la Madeleine.
Réseaux hydrographique et routier de Tursac.

#### Gestion et qualité des eaux
Le territoire communal est couvert par le schéma d'aménagement et de gestion des eaux (SAGE) « Vézère-Corrèze ». Ce document de planification, dont le territoire regroupe les bassins versants de la Vézère et de la Corrèze, d'une superficie de 3 730 km2 est en cours d'élaboration. La structure porteuse de l'élaboration et de la mise en œuvre est le conseil départemental de la Corrèze. Il définit sur son territoire les objectifs généraux d’utilisation, de mise en valeur et de protection quantitative et qualitative des ressources en eau superficielle et souterraine, en respect des objectifs de qualité définis dans le troisième SDAGE  du Bassin Adour-Garonne qui couvre la période 2022-2027, approuvé le 10 mars 2022.
La qualité des eaux de baignade et des cours d’eau peut être consultée sur un site dédié géré par les agences de l’eau et l’Agence française pour la biodiversité.

### Climat
Pour des articles plus généraux, voir Climat de la Nouvelle-Aquitaine et Climat de la Dordogne.
Historiquement, la commune est exposée à un climat océanique aquitain.  
En 2020, Météo-France publie une typologie des climats de la France métropolitaine dans laquelle la commune est exposée à un climat océanique altéré et est dans la région climatique  Aquitaine, Gascogne, caractérisée par une pluviométrie abondante au printemps, modérée en automne, un faible ensoleillement au printemps, un été chaud (19,5 °C), des vents faibles, des brouillards fréquents en automne et en hiver et des orages fréquents en été (15 à 20 jours).
Pour la période 1971-2000, la température annuelle moyenne est de 12,5 °C, avec  une amplitude thermique annuelle de 15,1 °C. Le cumul annuel moyen de précipitations est de 938 mm, avec 13,1 jours de précipitations en janvier et 6,7 jours en juillet. Pour la période 1991-2020, la température moyenne annuelle observée sur la station météorologique la plus proche, située sur la commune de Thenon à 19 km à vol d'oiseau, est de 12,9 °C et le cumul annuel moyen de précipitations est de 907,1 mm,. Pour l'avenir, les paramètres climatiques de la commune estimés pour 2050 selon différents scénarios d’émission de gaz à effet de serre sont consultables sur un site dédié publié par Météo-France en novembre 2022.

## Urbanisme

### Typologie
Au 1er janvier 2024, Tursac est catégorisée commune rurale à habitat très dispersé, selon la nouvelle grille communale de densité à 7 niveaux définie par l'Insee en 2022.
Elle est située hors unité urbaine et hors attraction des villes,.

### Occupation des sols
L'occupation des sols de la commune, telle qu'elle ressort de la base de données européenne d’occupation biophysique des sols Corine Land Cover (CLC), est marquée par l'importance des forêts et milieux semi-naturels (70,5 % en 2018), une proportion identique à celle de 1990 (70,5 %). La répartition détaillée en 2018 est la suivante : 
forêts (69,3 %), zones agricoles hétérogènes (14,6 %), terres arables (9,3 %), prairies (5,6 %), milieux à végétation arbustive et/ou herbacée (1,2 %). L'évolution de l’occupation des sols de la commune et de ses infrastructures peut être observée sur les différentes représentations cartographiques du territoire : la carte de Cassini (XVIIIe siècle), la carte d'état-major (1820-1866) et les cartes ou photos aériennes de l'IGN pour la période actuelle (1950 à aujourd'hui).

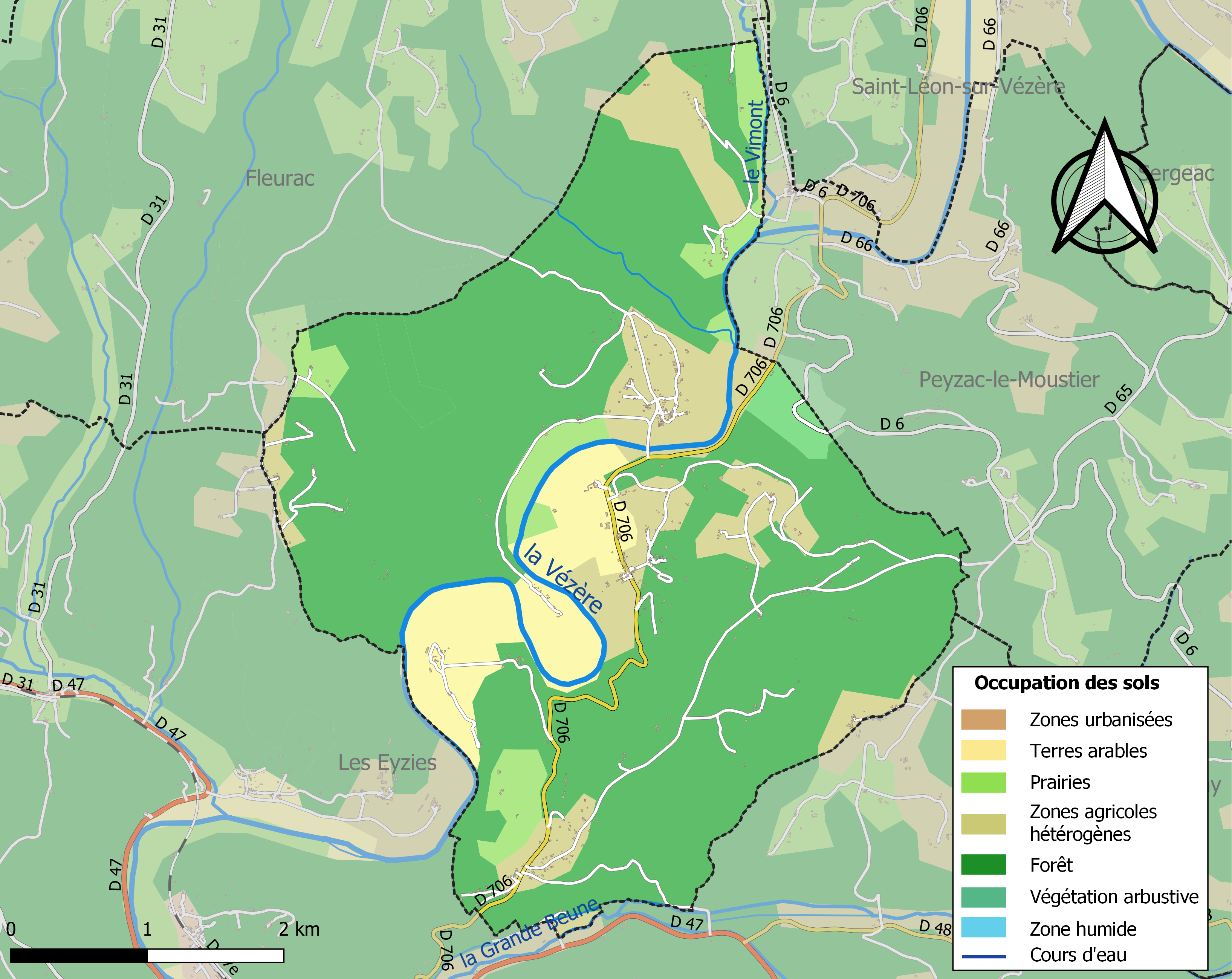
Carte des infrastructures et de l'occupation des sols de la commune en 2018 (CLC).

### Prévention des risques
Le territoire de la commune de Tursac est vulnérable à différents aléas naturels : météorologiques (tempête, orage, neige, grand froid, canicule ou sécheresse), inondations, feux de forêts, mouvements de terrains et séisme (sismicité très faible). Il est également exposé à un risque technologique, la rupture d'un barrage. Un site publié par le BRGM permet d'évaluer simplement et rapidement les risques d'un bien localisé soit par son adresse soit par le numéro de sa parcelle.

#### Risques naturels
Certaines parties du territoire communal sont susceptibles d’être affectées par le risque d’inondation par débordement de cours d'eau, notamment la Vézère, la Grande Beune et le Vimont. La commune a été reconnue en état de catastrophe naturelle au titre des dommages causés par les inondations et coulées de boue survenues en 1982, 1989, 1993, 1999 et 2008,. Le risque inondation est pris en compte dans l'aménagement du territoire de la commune par le biais du plan de prévention des risques inondation (PPRI) de la « vallée de la Vézère »  approuvé le 20 décembre 2000, pour les crues de la Vézère. La crue historique la plus forte sur le secteur du PPRI pour laquelle des informations sont disponibles est la crue d’octobre 1960. Le débit de pointe de cette crue a été défini à 1 360 m3/s à Montignac, soit une période de retour d’environ 250 ans,.
Tursac est exposée au risque de feu de forêt. L’arrêté préfectoral du 14 mars 2013 fixe les conditions de pratique des incinérations et de brûlage dans un objectif de réduire le risque de départs d’incendie. À ce titre, des périodes sont déterminées : interdiction totale du 15 février au 15 mai et du 15 juin au 15 octobre, utilisation réglementée du 16 mai au 14 juin et du 16 octobre au 14 février. En septembre 2020, un plan inter-départemental de protection des forêts contre les incendies (PidPFCI) a été adopté pour la période 2019-2029,.

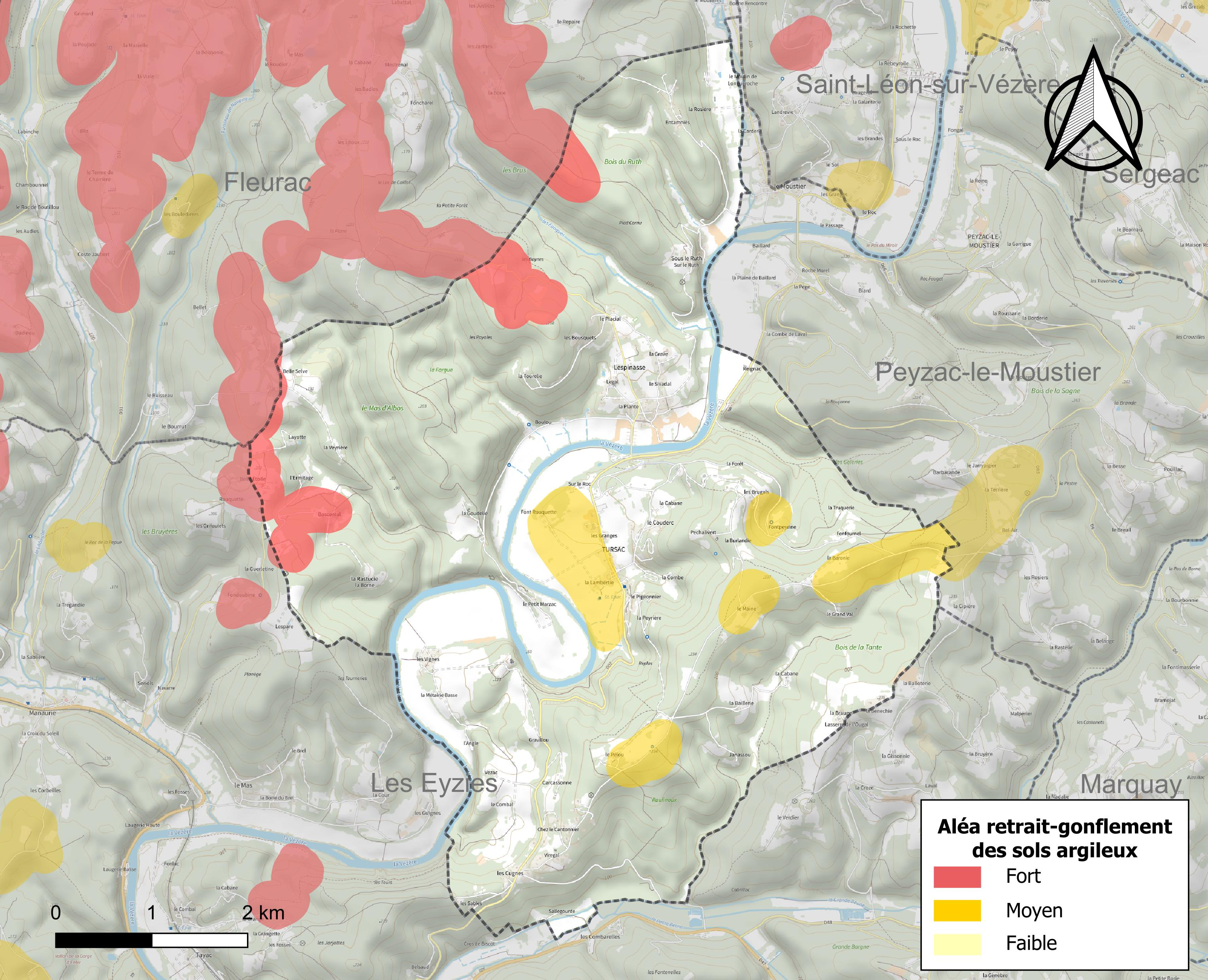
Carte des zones d'aléa retrait-gonflement des sols argileux de Tursac.

Les mouvements de terrains susceptibles de se produire sur la commune sont des tassements différentiels. Le retrait-gonflement des sols argileux est susceptible d'engendrer des dommages importants aux bâtiments en cas d’alternance de périodes de sécheresse et de pluie. 11,3 % de la superficie communale est en aléa moyen ou fort (58,6 % au niveau départemental et 48,5 % au niveau national métropolitain). Depuis le 1er octobre 2020, en application de la loi ÉLAN, différentes contraintes s'imposent aux vendeurs, maîtres d'ouvrages ou constructeurs de biens situés dans une zone classée en aléa moyen ou fort,.
La commune a été reconnue en état de catastrophe naturelle au titre des dommages causés par des mouvements de terrain en 1999.

#### Risque technologique
La commune est en outre située en aval des barrages de Monceaux la Virolle et de Bort-les-Orgues, deux ouvrages de classe A situés dans le département de la Corrèze et faisant l'objet d'un PPI depuis 2009. À ce titre elle est susceptible d’être touchée par l’onde de submersion consécutive à la rupture d'un de ces ouvrages.

## Toponymie
En français comme en occitan, la commune porte le même nom.

## Politique et administration

### Rattachements administratifs
La commune de Tursac a, dès 1790, été rattachée au canton de Marquay qui dépendait du district de Sarlat jusqu'en 1795, date de suppression des districts. Lorsque ce canton est supprimé par la loi du 8 pluviôse an IX (28 janvier 1801)  portant sur la « réduction du nombre de justices de paix », la commune est rattachée au canton de Saint-Cyprien dépendant de l'arrondissement de Sarlat (devenu l'arrondissement de Sarlat-la-Canéda en 1965).

### Intercommunalité
En 2002, Tursac intègre la communauté de communes Terre de Cro-Magnon. Celle-ci est dissoute au 31 décembre 2013 et remplacée au 1er janvier 2014 par la communauté de communes de la Vallée de l'Homme.

### Administration municipale
La population de la commune étant comprise entre 100 et 499 habitants au recensement de 2017, onze conseillers municipaux ont été élus en 2020,.

### Liste des maires
| Période                                  | Période  | Identité          | Étiquette | Qualité           |
| ---------------------------------------- | -------- | ----------------- | --------- | ----------------- |
| Les données manquantes sont à compléter. |          |                   |           |                   |
|                                          |          |                   |           |                   |
| avant 1981                               | ?        | Hélen Gourvat     | DVG       |                   |
|                                          |          | François Bouyssou |           |                   |
| mars 1983 (réélu en mai 2020)            | En cours | Michel Talet      | SE        | Retraité agricole |

## Équipements et services publics

### Justice
En 2023, dans le domaine judiciaire, Tursac relève : 
- du tribunal de proximité de Sarlat-la-Canéda ;
- du tribunal judiciaire, du tribunal pour enfants, du conseil de prud'hommes et du tribunal de commerce de Bergerac ;
- du pôle Nationalité du tribunal judiciaire de Périgueux (compétent uniquement dans le domaine de la nationalité) ;
- de la cour d'appel et de la  cour administrative d'appel de Bordeaux.

## Population et société

### Démographie
L'évolution du nombre d'habitants est connue à travers les recensements de la population effectués dans la commune depuis 1793. Pour les communes de moins de 10 000 habitants, une enquête de recensement portant sur toute la population est réalisée tous les cinq ans, les populations de référence des années intermédiaires étant quant à elles estimées par interpolation ou extrapolation. Pour la commune, le premier recensement exhaustif entrant dans le cadre du nouveau dispositif a été réalisé en 2008.

En 2022, la commune comptait 339 habitants, en évolution de −2,31 % par rapport à 2016 (Dordogne : +0,37 %, France hors Mayotte : +2,11 %).
| 1793 | 1800 | 1806 | 1821 | 1831 | 1836 | 1841 | 1846 | 1851 |
| ---- | ---- | ---- | ---- | ---- | ---- | ---- | ---- | ---- |
| 715  | 730  | 667  | 722  | 709  | 670  | 694  | 734  | 789  |

| 1856 | 1861 | 1866 | 1872 | 1876 | 1881 | 1886 | 1891 | 1896 |
| ---- | ---- | ---- | ---- | ---- | ---- | ---- | ---- | ---- |
| 792  | 787  | 770  | 703  | 729  | 774  | 743  | 676  | 591  |

| 1901 | 1906 | 1911 | 1921 | 1926 | 1931 | 1936 | 1946 | 1954 |
| ---- | ---- | ---- | ---- | ---- | ---- | ---- | ---- | ---- |
| 505  | 503  | 485  | 413  | 376  | 356  | 339  | 368  | 293  |

| 1962 | 1968 | 1975 | 1982 | 1990 | 1999 | 2006 | 2008 | 2013 |
| ---- | ---- | ---- | ---- | ---- | ---- | ---- | ---- | ---- |
| 242  | 217  | 238  | 263  | 316  | 340  | 324  | 319  | 347  |

| 2018 | 2022 | - | - | - | - | - | - | - |
| ---- | ---- | - | - | - | - | - | - | - |
| 330  | 339  | - | - | - | - | - | - | - |

## Économie

### Emploi
En 2015, parmi la population communale comprise entre 15 et 64 ans, les actifs représentent 149 personnes, soit 41,9 % de la population municipale. Le nombre de chômeurs (vingt-huit) a plus que doublé par rapport à 2010 (treize) et le taux de chômage de cette population active s'établit à 18,7 %.

### Établissements
Au 31 décembre 2015, la commune compte cinquante-deux établissements, dont vingt-huit au niveau des commerces, transports ou services, onze dans la construction, sept dans l'agriculture, la sylviculture ou la pêche, et six relatifs au secteur administratif, à l'enseignement, à la santé ou à l'action sociale.

## Culture locale et patrimoine

### Lieux et monuments

#### Patrimoine civil
- Ruines du fort de Tursac du XIVe – XVe siècle, au sommet de la falaise dominant la Vézère, inscrit au titre des monuments historiques en 1978[60]. À l'étage inférieur se trouve l'abri de la Madeleine : site éponyme du Magdalénien et village troglodytique ouvert à la visite. En 1865, y a été trouvé le « mammouth de la Madeleine », premier objet à prouver une existence très ancienne de l'homme, très antérieure à l'Antiquité. Sur place et en dessous, au bord de la Vézère, son gisement préhistorique, classé au titre des monuments historiques en 1956, a été occupé depuis le Paléolithique supérieur[61].
- Château de Marzac, XVe, XVIe et XVIIe siècles, inscrit avec sa chapelle et son pigeonnier au titre des monuments historiques en 1963 et 1991[62].
- Maison forte de Reignac : château troglodytique, seul château-falaise intact de France, inscrit au titre monuments historiques en 1964 pour ses façades et toitures (parcelle cadastrale AN 36)[63]. Sur place et autour (parcelles cadastrales AN 34 à 38), le gisement préhistorique du même nom, classé en 1966, présente une occupation depuis le Paléolithique supérieur, au Néolithique, à l'Âge du bronze, à l'Âge du fer et à l'époque gallo-romaine[64].
- L'abri du Facteur est classé depuis 1930[65].
- Le gisement préhistorique de Liveyre occupé au Paléolithique supérieur et à l'Âge du bronze final est classé depuis 1930[66].
- Le gisement préhistorique du Roc du Barbeau présentant des traces d'occupation au Paléolithique supérieur et au Mésolithique est classé depuis 1936[67].
- Le gisement préhistorique du Ruth, ou « abri Pages », est classé depuis 1927[68].
- Un autre gisement préhistorique situé au Ruth, l'abri Cellier, est également classé depuis 1927[69],[70].
- La grotte de la Forêt, site archéologique classé depuis 1981, présente des gravures rupestres du Paléolithique supérieur[71],[72].
- Prehistoparc est un parc à thème présentant des scènes de la vie des hommes préhistoriques.

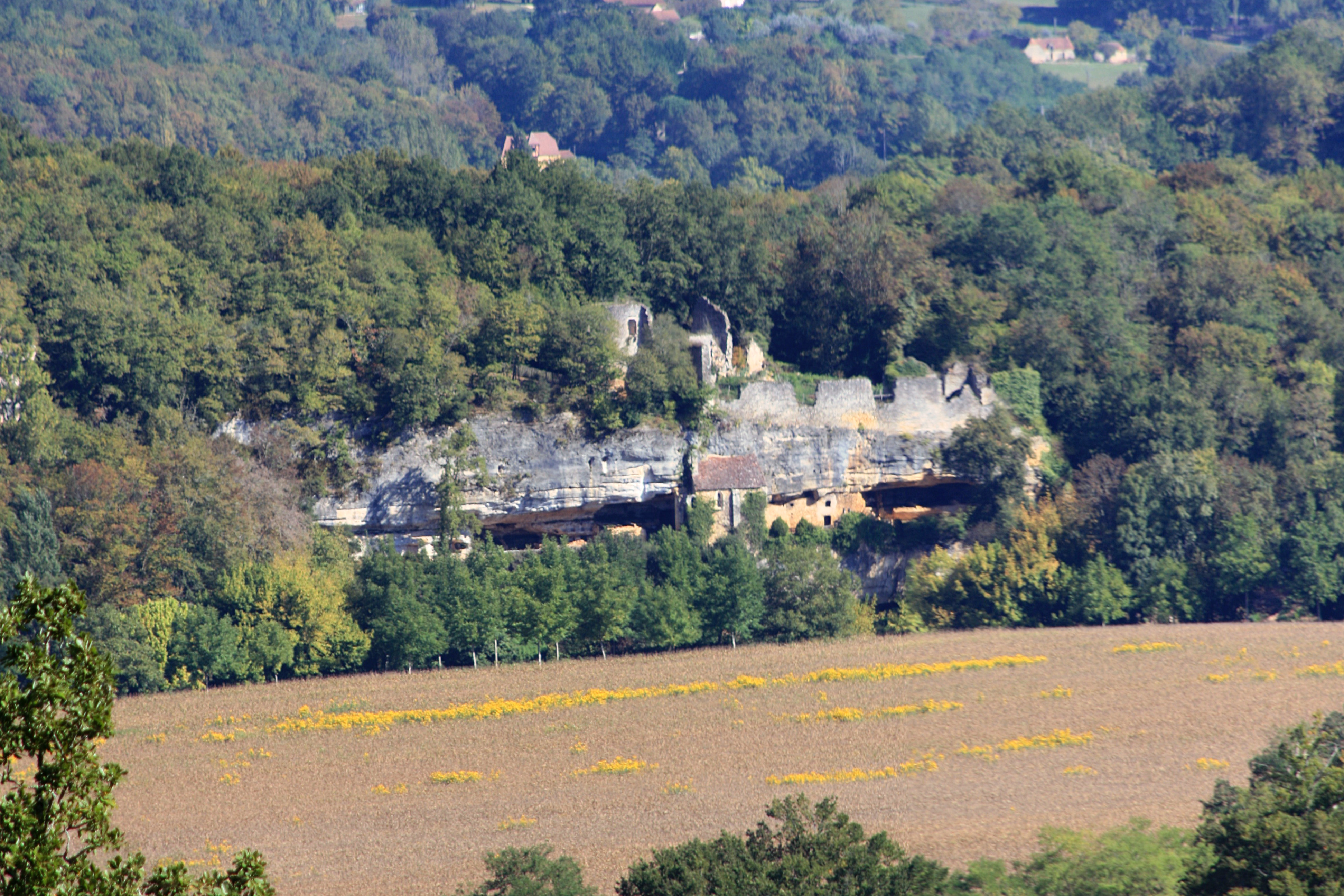
L'abri de la Madeleine.
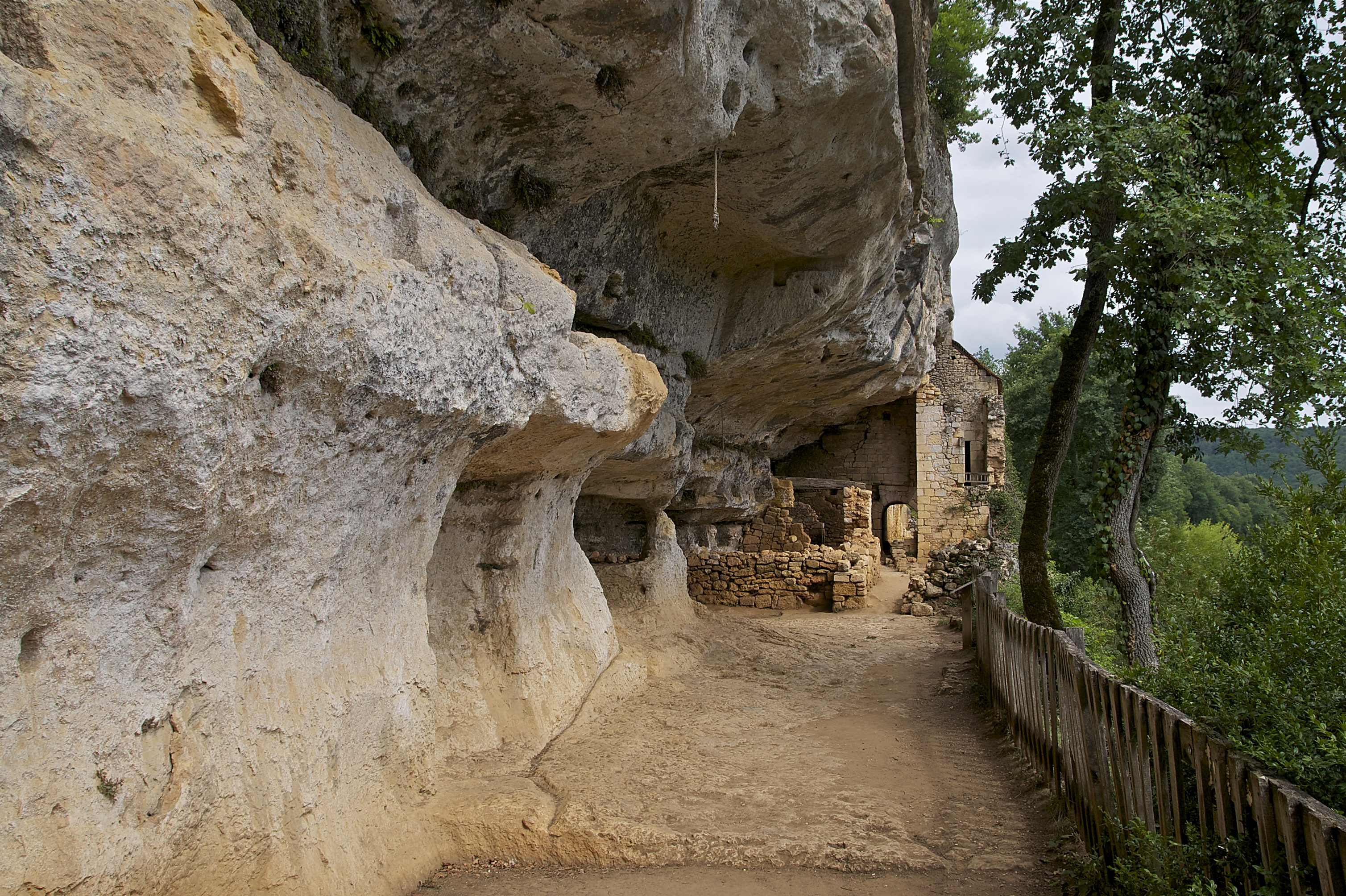
L'intérieur de l'abri de la Madeleine.
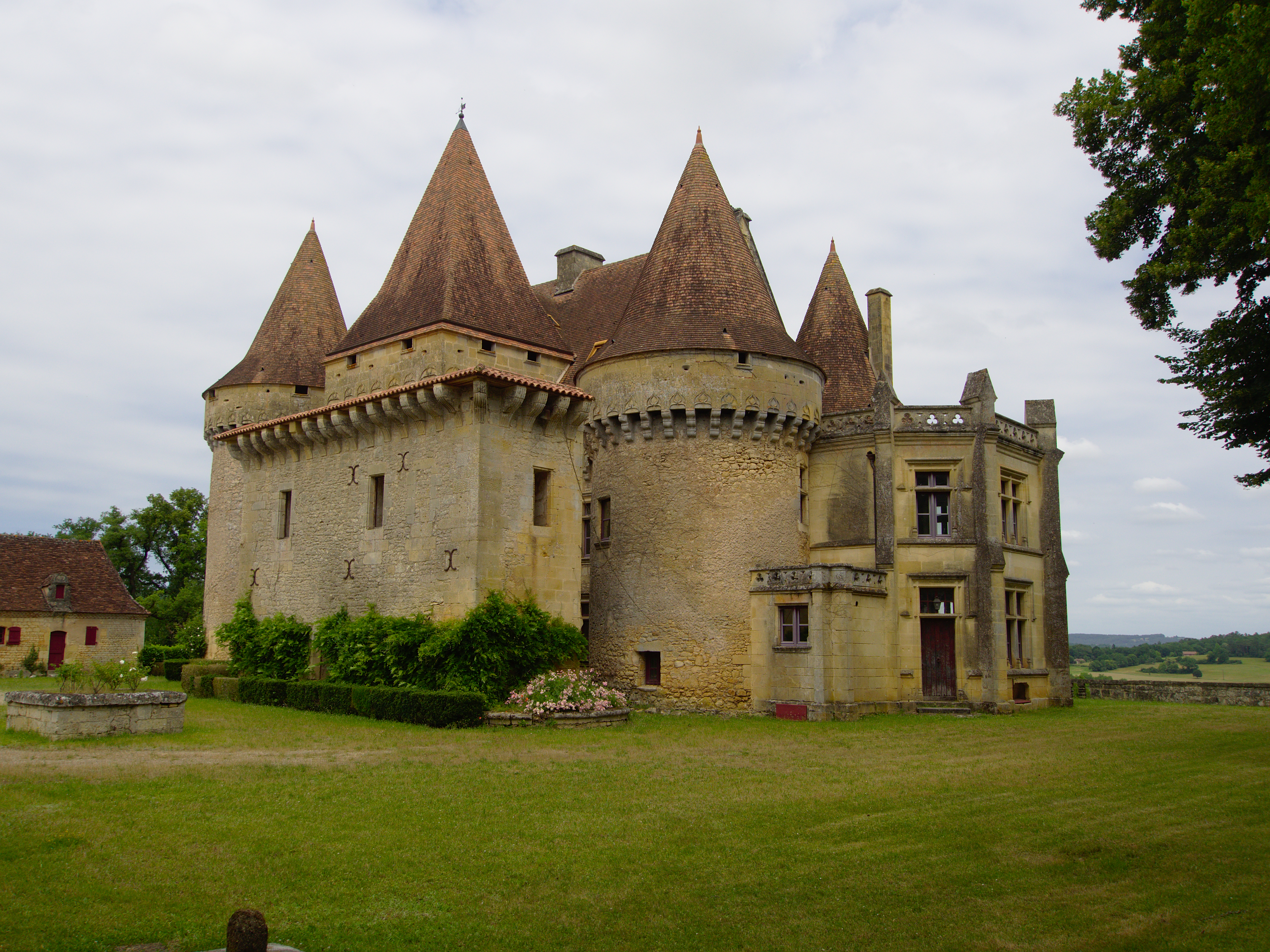
Le château de Marzac.
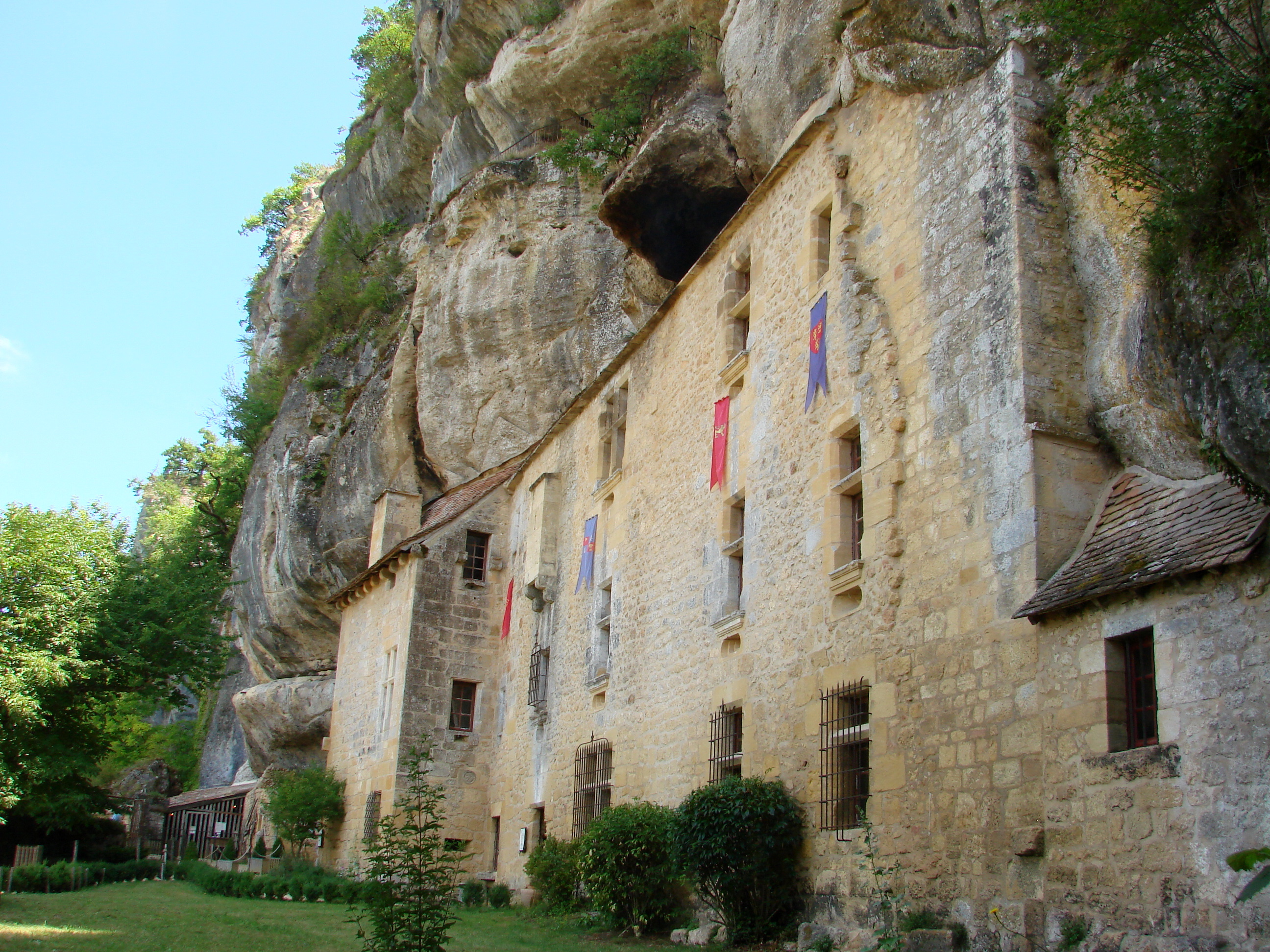
La maison forte de Reignac.
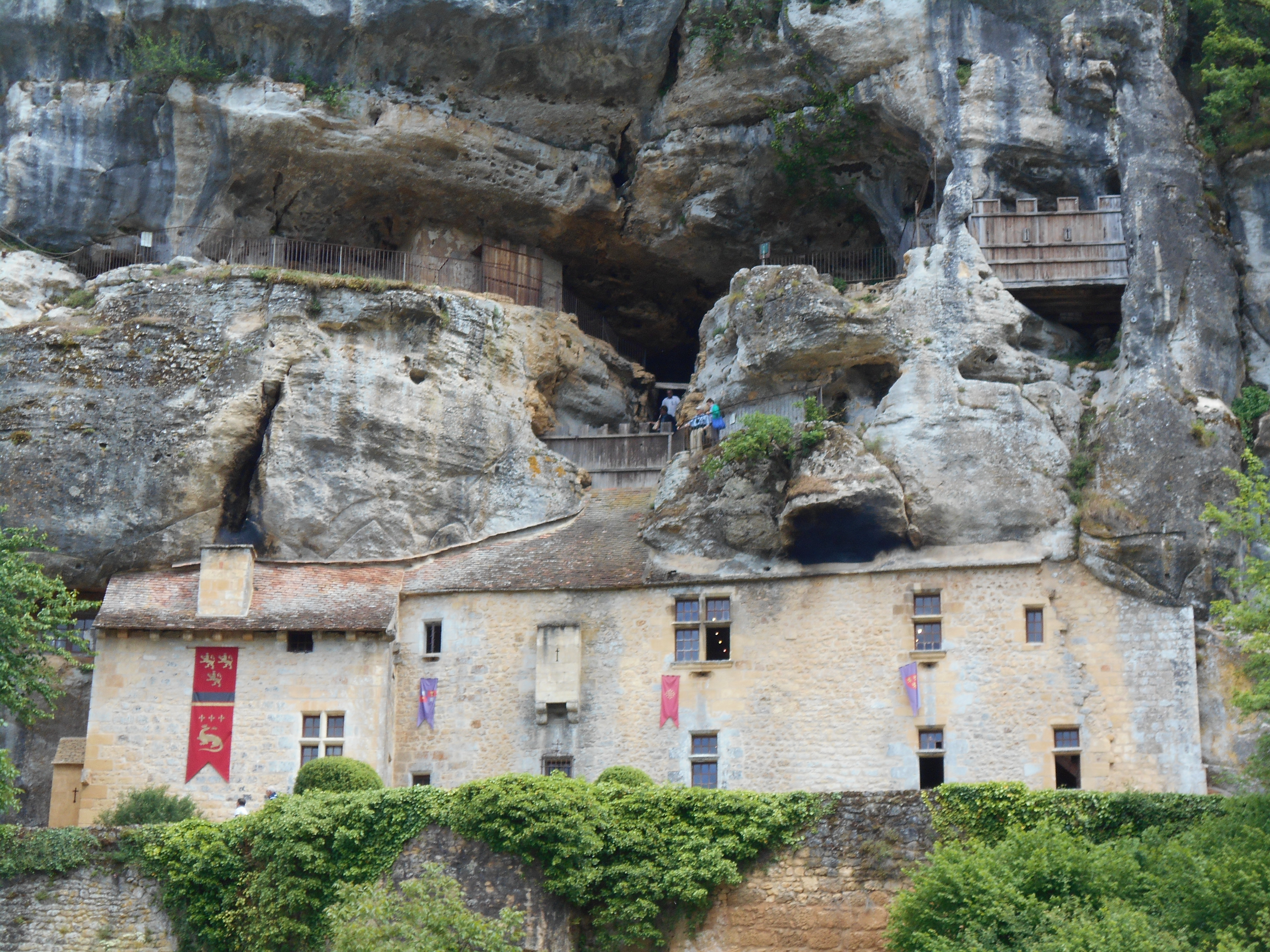
La maison forte de Reignac.
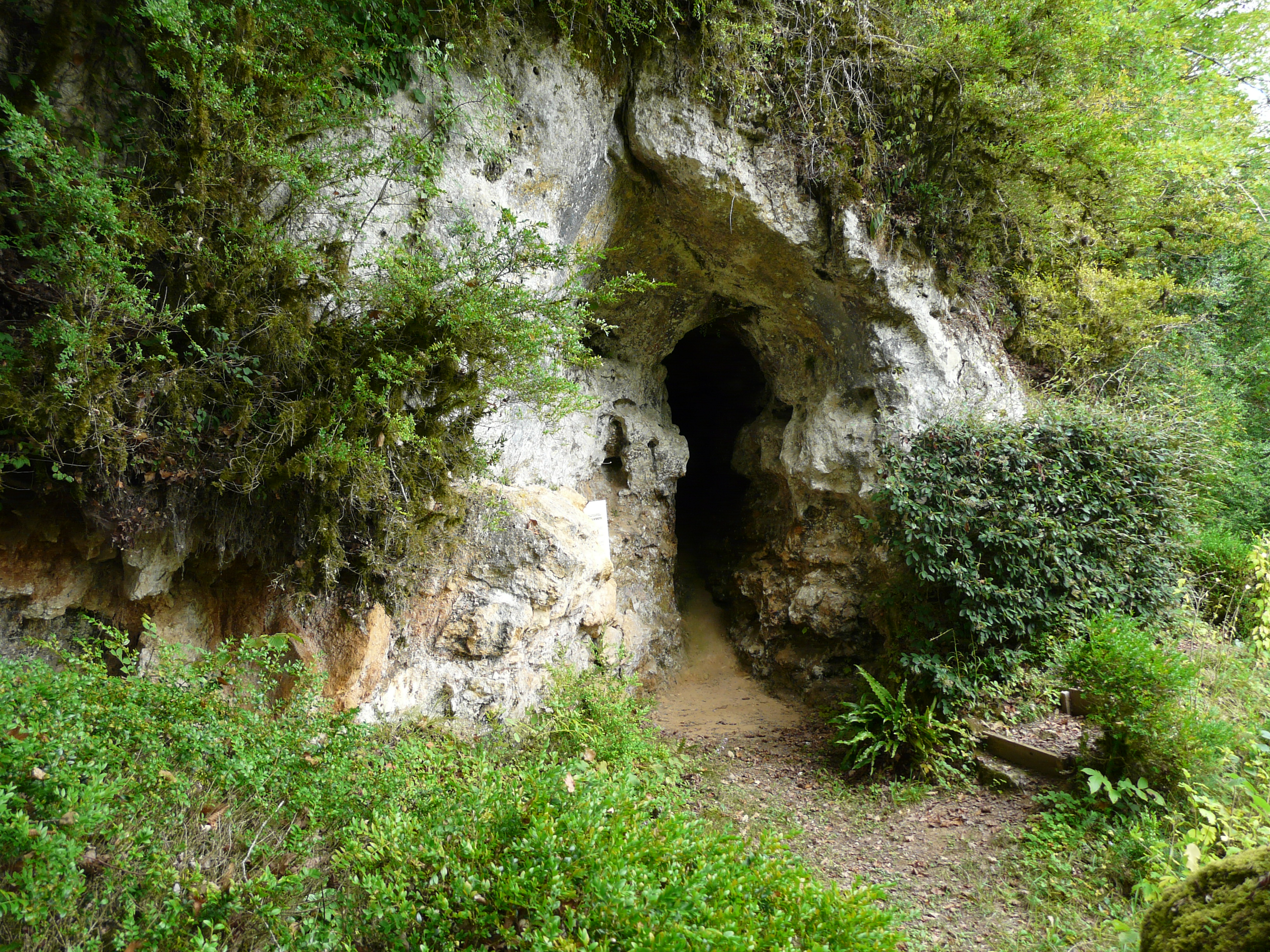
Le gisement supérieur du Ruth (abri Pages).
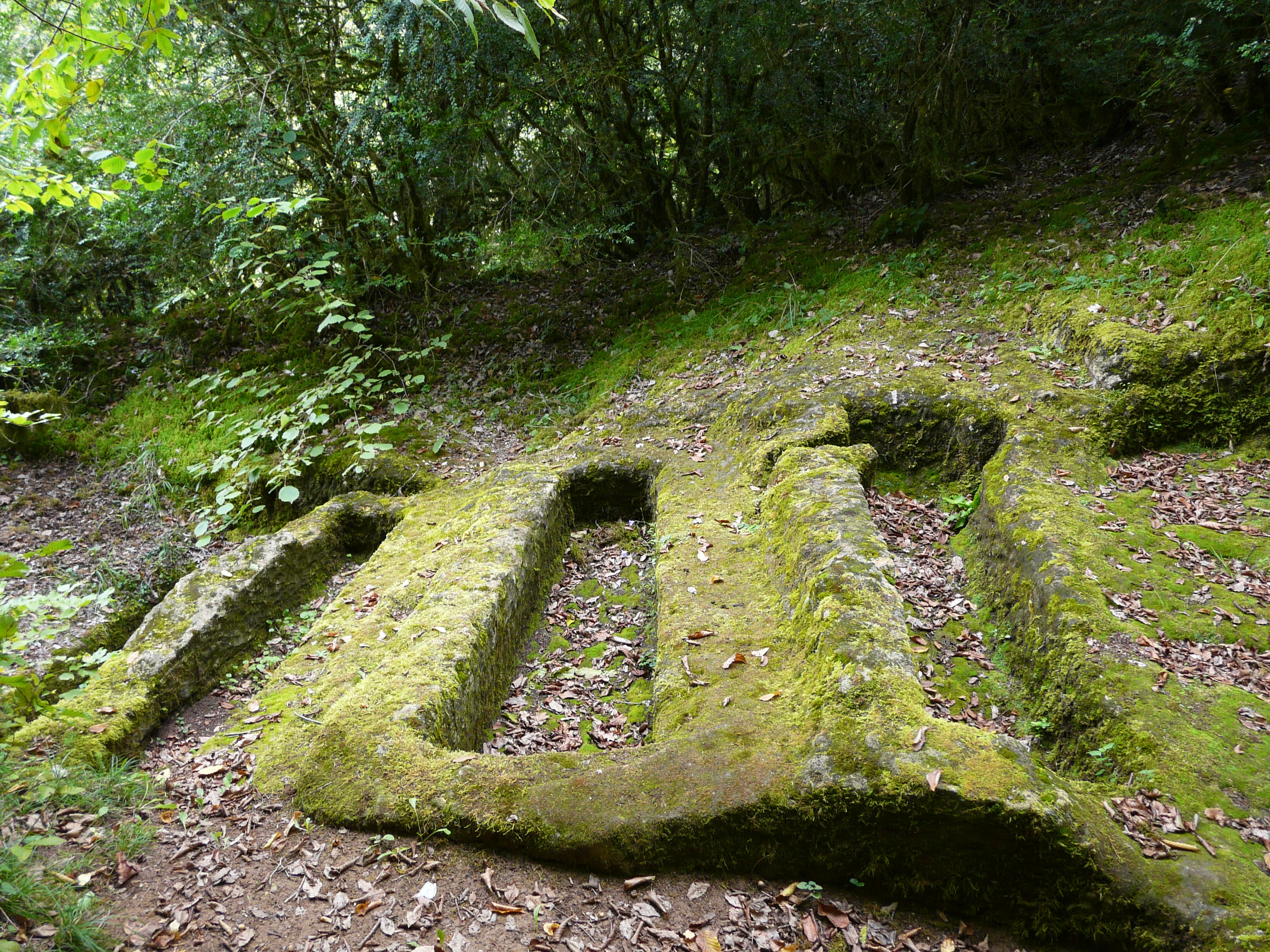
Sarcophages creusés dans la roche, lieu-dit le Ruth.

#### Patrimoine religieux
- Église Saint-Julien, romane, fortifiée au XIVe siècle, dont la nef est classée au titre des monuments historiques en 1927[73].
- Chapelle Notre-Dame-de-la-Nativité de Fontpeyrine[74], ou sanctuaire Notre-Dame de Fontpeyrine (du latin Fons peregrinorum, signifiant « fontaine des pèlerins »).
- Chapelle du château de Marzac[74].
- Chapelle de la Madeleine[74].

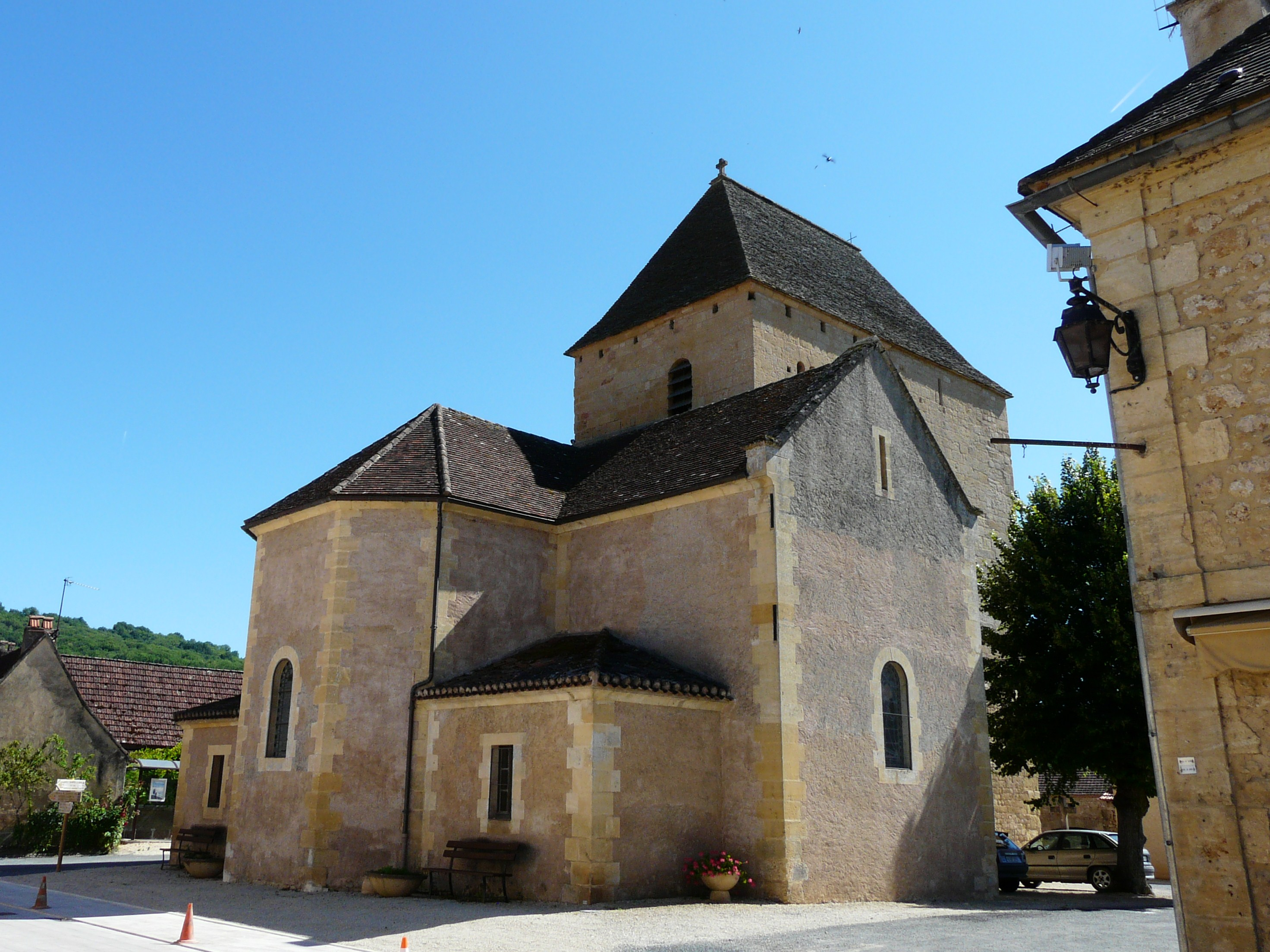
L'église Saint-Julien.
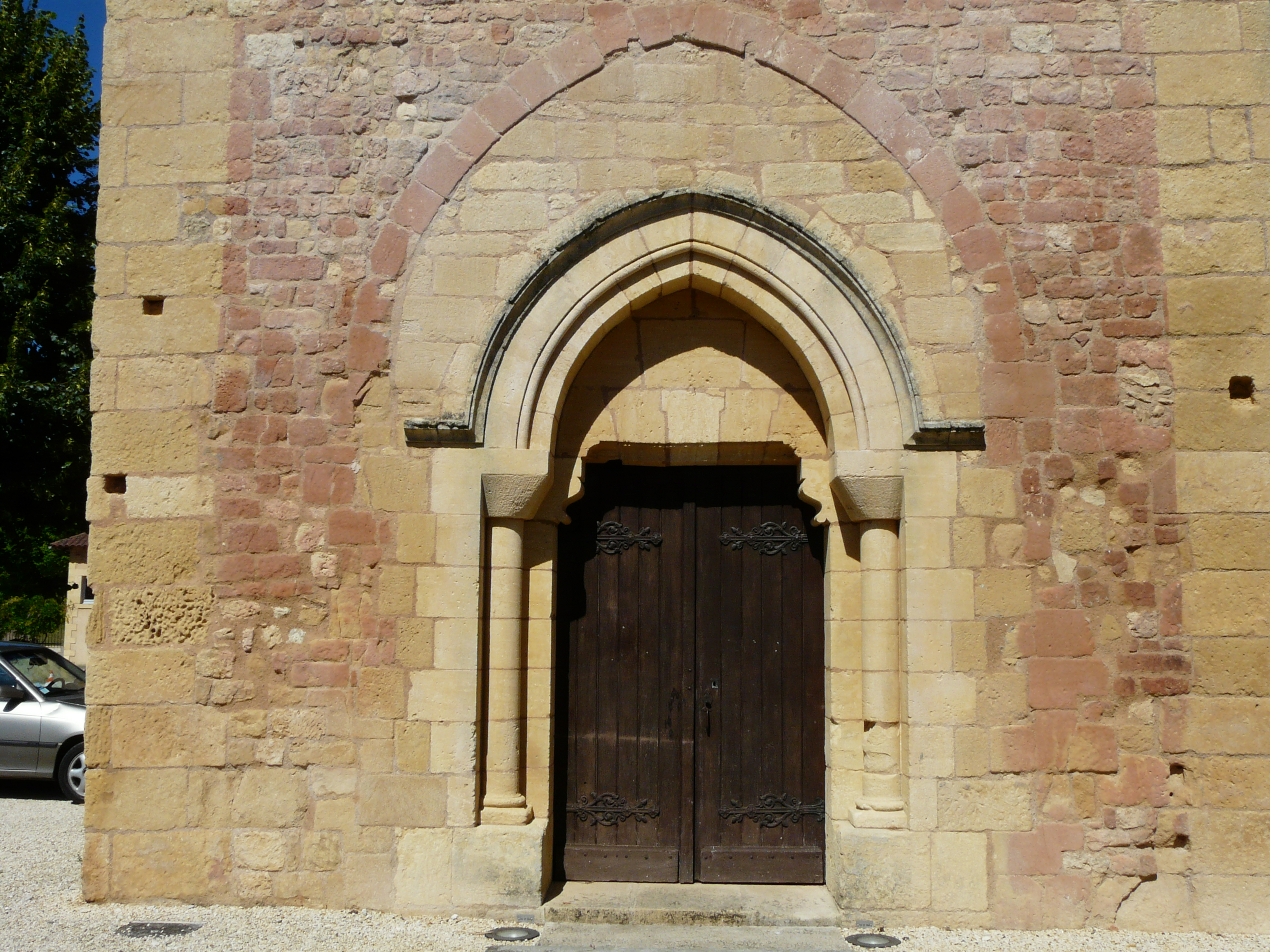
Son portail.
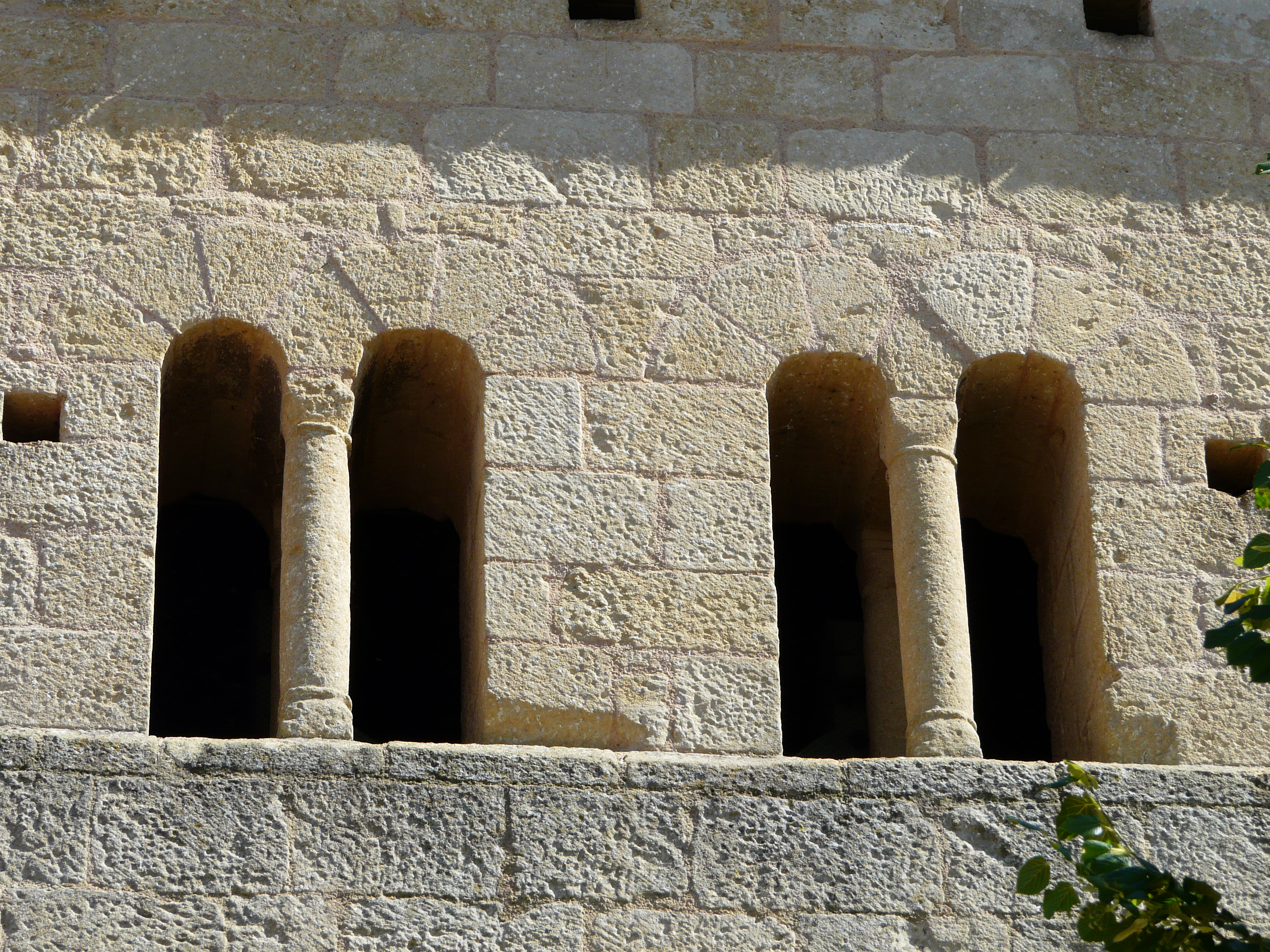
Baies géminées romanes de l'église.

### Personnalités liées à la commune
- Jaquemet de Reignac, seigneur le plus cruel de Reignac[75]
- Pierre Claret de Fleurieu, (1896-1977), militaire, aviateur et entrepreneur, enterré à Tursac où il a passé une partie de son enfance.
- Yahne Le Toumelin

### Héraldique
| Blason de Tursac | Blason  | Écartelé : aux 1er et 4e d'or au lion de gueules, aux 2e et 3e de gueules à la croix de Lorraine d'argent cantonnée en chef, à dextre, d'un croissant et à senestre d'une étoile, et en pointe, à dextre, d'une étoile et à senestre d'un croissant, le tout d'or. |
| Blason de Tursac | Détails | Le statut officiel du blason reste à déterminer. |

## Pour approfondir